# Kiełków
Kiełków is een plaats in het Poolse district  Mielecki, woiwodschap Subkarpaten. De plaats maakt deel uit van de gemeente Przecław en telt 830 inwoners.